# Zarándpatak
Zarándpatak, románul: Valea Mare, település Romániában, a Partiumban, Arad megyében.

## Fekvése
Körösbányától északnyugatra, Gurahonctól északra fekvő település.

## Története
Zarándpatak a középkorban Zaránd vármegyéhez tartozott. 
1439-ben Vallya, 1441-ben és 1445-ben Walyafalva, 1525-ben Walya mayr és Valya Brad, 1808-ban Vallemáre, 1854-ben Patakfalva, Valea Mare, 1888-ban Valemáre, 1913-ban Zarándpatak néven írták.
1464-ben a világosi uradalomhoz tartozott, ekkor két falu:Walyafalva és Kyswalya; 1525-ben ugyancsak két helység: Walya mayr és Valya Brad a világosi vár tartozékai közt, a körösbányai és ribiczei kerületben fordult elő. Úgy látszik, alattuk a mai Valea-Mare és Valea Brad értendő. 
1910-ben 412 lakosából 24 magyar, 12 német, 370 román volt. Ebből 20 római katolikus, 374 görögkeleti ortodox, 14 izraelita volt. A trianoni békeszerződéselőtt Arad vármegye Borossebesi járásához tartozott.